# Defensor (futebol)

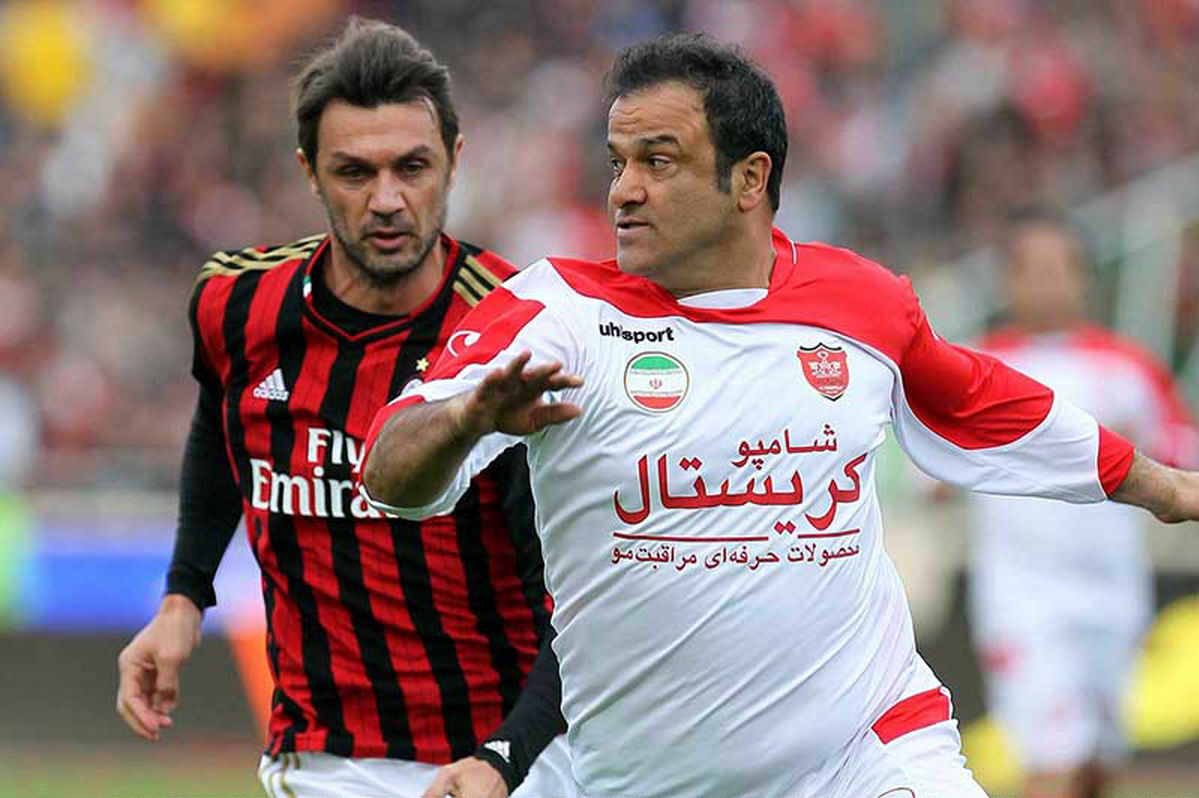
Paolo Maldini marcando um jogador durante um amistoso.

No futebol, um defensor é um jogador de campo cuja função principal é parar os ataques durante o jogo e evitar que o adversário marque gols.
Os defensores se dividem em três categorias principais: zagueiros, líberos e laterais. As posições de zagueiro e lateral são mais comuns em formações modernas. A função de líbero é mais especializada, geralmente limitada a certas formações, dependendo do estilo de jogo e das táticas do técnico.

## Zagueiro ou defensor central

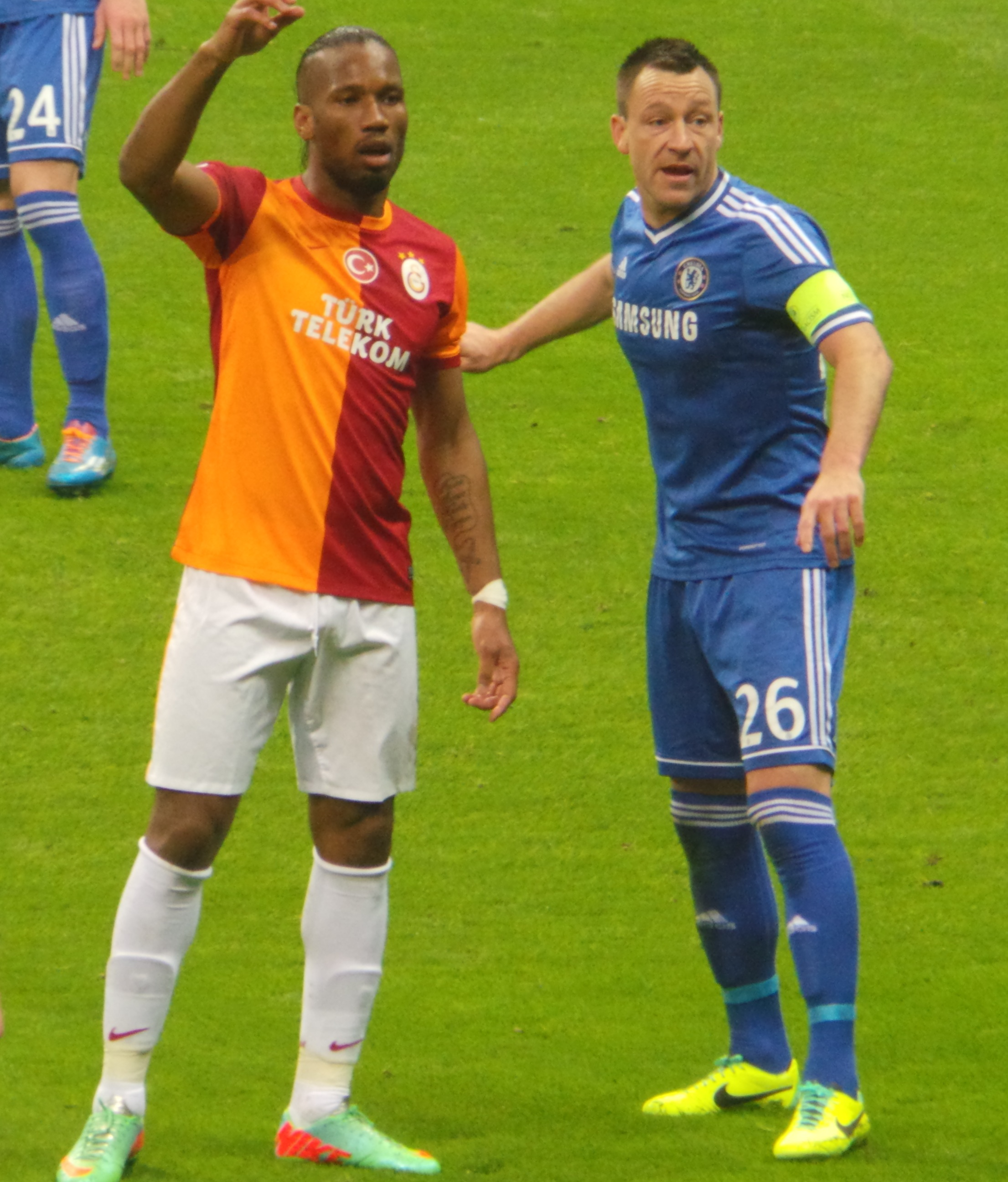
O zagueiro John Terry (à direita) marca de perto o centroavante Didier Drogba.

O zagueiro (também conhecido como defensor central ou defesa central) defende na área diretamente em frente ao gol e tenta impedir que jogadores adversários, particularmente centroavantes, marquem gols. Os zagueiros conseguem isso bloqueando chutes, agarrando, interceptando passes, contestando cabeceios e marcando atacantes para desencorajar o time adversário de passar para eles. Os zagueiros geralmente são altos e bem posicionados para sua capacidade de vencer duelos no ar. No jogo moderno, a maioria dos times emprega dois ou três zagueiros na frente do goleiro. As formações 4–2–3–1, 4–3–3 e 4–4–2 usam dois zagueiros.
Na posse da bola, espera-se que os zagueiros geralmente façam passes longos e precisos para seus companheiros de equipe, ou chutem bolas longas sem mira para o campo. Por exemplo, uma rebatida (também chamada de "afastar do perigo") é um chute longo sem mira com a intenção de mover a bola o mais longe possível do gol do defensor. Devido às muitas habilidades que os zagueiros precisam possuir no jogo moderno, muitas parcerias bem-sucedidas de defesa central contemporâneas envolveram a combinação de um defensor mais físico com um defensor mais rápido, mais confortável na posse e capaz de jogar a bola para fora da defesa.
Em circunstâncias normais, é improvável que zagueiros marquem gols. No entanto, quando seu time faz um escanteio ou outras jogadas ensaiadas, os zagueiros podem avançar para a área de pênalti dos adversários; se a bola for passada no ar em direção a uma multidão de jogadores perto do gol, então a habilidade de cabeceio de um zagueiro é útil ao tentar marcar. Nesse caso, outros defensores ou meio-campistas se moverão temporariamente para as posições de zagueiro.
Existem duas principais estratégias defensivas usadas pelas linhas defensivas: a defesa zonal, onde cada zagueiro cobre uma área específica do campo; e a marcação homem a homem, onde cada zagueiro tem a função de rastrear um jogador adversário específico. Nos sistemas de marcação homem a homem agora obsoletos, como o catenaccio, bem como a estratégia zona mista que mais tarde surgiu dele, muitas vezes havia pelo menos dois tipos de zagueiros que jogavam lado a lado: pelo menos um zagueiro de marcação homem a homem, conhecido como stopper, e um defensor livre, que geralmente era conhecido como sweeper ou líbero, cujas tarefas incluíam varrer bolas para os companheiros de equipe e também iniciar ataques.

## Líbero
O líbero (ou sweeper) é um zagueiro mais versátil que "varre" a bola se um adversário consegue romper a linha defensiva. Esta posição é um pouco mais fluida do que a de outros defensores que marcam seus oponentes designados. Por isso, às vezes é chamado de líbero, que em italiano significa "livre".
Embora se espere que os líberos construam movimentos de contra-ataque e, como tal, exijam melhor controle de bola e habilidade de passe do que os zagueiros típicos, seus talentos são frequentemente confinados ao reino defensivo. Por exemplo, o sistema de jogo catenaccio, usado no futebol italiano na década de 1960, frequentemente empregava um líbero predominantemente defensivo que principalmente "vagava" pela linha de fundo.
O líbero mais moderno possui as qualidades defensivas do líbero típico, ao mesmo tempo em que é capaz de expor a oposição durante os contra-ataques, carregando ou jogando a bola para fora da defesa. Alguns líberos avançam para o meio-campo e distribuem a bola para cima do campo, enquanto outros interceptam passes e tiram a bola do adversário sem precisar agarrem-lhes. Se o líbero subir no campo para distribuir a bola, ele precisará se recuperar rapidamente e correr de volta para sua posição. No futebol moderno, seu uso tem sido bastante restrito, com poucos clubes nas maiores ligas usando a posição.

## Lateral
Os laterais (o lateral esquerdo e o lateral direito) localizam as posições de defesa e tradicionalmente permanecem na defesa o tempo todo, até uma bola parada. Há um lateral em cada lado do campo, exceto em defesas com menos de quatro jogadores, onde pode não haver laterais e, em vez disso, apenas zagueiros.
No jogo moderno, os laterais assumiram um papel mais ofensivo do que era o caso tradicionalmente, muitas vezes sobrepondo-se aos alas (meia-laterais). As formações sem alas, como a formação em 4–4–2 diamante, exigem que o lateral cubra um terreno considerável para cima e para baixo no flanco. 
Laterais raramente marcam gols, pois muitas vezes precisam ficar para trás para cobrir os zagueiros durante escanteios e faltas, quando os zagueiros geralmente vão para frente para tentar marcar de cabeça. Dito isso, os laterais às vezes podem marcar durante contra-ataques correndo das pontas, geralmente envolvendo movimentos de um ou dois passes com jogadores de meio-campo.